# Malcher Kazimierz Głuszyński
Malcher Kazimierz Głuszyński herbu Łabędź – chorąży wołkowyski już w 1678 roku, wojski smoleński w 1670 roku.
Jako deputat do pacta conventa był elektorem Michała Korybuta Wiśniowieckiego z województwa smoleńskiego w 1669 roku. Przystąpił do senatorsko-żołnierskiej konfederacji kobryńskiej 1672 roku. Jako poseł na sejm konwokacyjny 1674 roku z powiatu wołkowyskiego był członkiem konfederacji generalnej zawiązanej 15 stycznia 1674 roku na tym sejmie. Poseł na sejm koronacyjny 1676 roku. Poseł sejmiku smoleńskiego na sejm 1678/1679 roku, poseł na sejm 1685 roku.